# Barbianello
Barbianello (lombardul Barbiané) település Olaszországban, Lombardia régióban, Pavia megyében. Lakosainak száma 867 fő (2023. január 1.). Barbianello Broni, Casanova Lonati, Pinarolo Po, Redavalle, Albaredo Arnaboldi, Campospinoso és Santa Giuletta községekkel határos.

## Népesség
A település népességének változása:
| Lakosok száma | 867  | 851  | 867  |
|               | 2017 | 2018 | 2023 |